# Porazava
Porazava o Porozovo (bielorruso: Поразава; ruso: Порозово; polaco: Porozów; yidis: פּאָרוזעווע Porozeve; lituano: Porozovas) es un asentamiento de tipo urbano de Bielorrusia perteneciente al raión de Svíslach de la provincia de Grodno. La localidad es la capital del vecino consejo rural homónimo sin formar parte del mismo.
En 2017, la localidad tenía una población de 900 habitantes.
Se conoce la existencia de la localidad desde el siglo XV, cuando era una importante localidad de realengo del Gran Ducado de Lituania. En 1506, Alejandro I Jagellón le otorgó el Derecho de Magdeburgo. La ciudad original se quemó en 1767 y en las décadas siguientes, cuando tras la partición de 1795 se incorporó al Imperio ruso, quedó reducida a un pueblo de unas trescientas casas. A finales del siglo XIX, la tercera parte de la población estaba formada por judíos, la mayoría de los cuales fueron asesinados por los invasores alemanes durante la Segunda Guerra Mundial. En 1921 se incorporó a la Segunda República Polaca y en 1939 a la RSS de Bielorrusia. Adoptó el estatus de asentamiento de tipo urbano en 1958.
Se ubica unos 25 km al sureste de la capital distrital Svíslach, sobre la carretera P47 que lleva a Pruzhany. Al norte de la localidad sale la carretera P78, que lleva a Vawkavysk.